# Paradise Garage

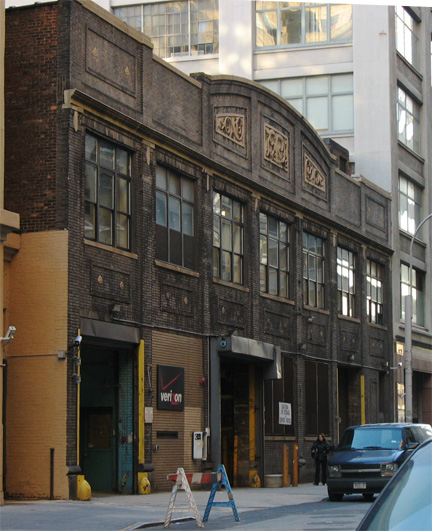
El antiguo hogar del Paradise Garage en King Street.

El Paradise Garage (en español, literalmente "Garage Paradisíaco") fue una discoteca estadounidense que tuvo un impacto significativo en la cultura gay y de club moderna, así como en el desarrollo de la música electrónica de baile y el pop.
 Fue fundado por Michael Brody, su único propietario, y estaba localizada en el 84 de King Street, en el barrio de Hudson Square de Nueva York. Funcionó desde 1977 a 1987 y fue la residencia habitual del DJ Larry Levan. Su nombre deriva de sus orígenes como aparcamiento. El modelo de negocio del Paradise Garage se inspiraba profundamente en las Loft parties organizadas por David Mancuso: no se servía alcohol, no había puestos de comida o de bebida, y el club no se abría al público en general.

## Música
El estilo único y ecléctico de música disco y dance que se pinchaba en el Garage hizo surgir nombres para describirla como "garage", "garage style" y "garage classic". Cuando el término "música garage" es utilizado para referirse al Paradise Garage, no quiere decir solamente música house, aunque algunas canciones de house puede considerarse clásicos de garage. 
La música house nació gracias al DJ de house del Garage Larry Levan y otros contemporáneos suyos como Frankie Knuckles y Nicky Siano. Estos disc jockeys tocaban todo tipo de música, siempre que fuera bailable. Así, en el Paradise Garage era posible escuchar The Clash y The Police junto a artistas de disco tradicionales como Gwen Guthrie y Sylvester. Levan es recordado por su habilidad para escoger y tocar diferentes discos de diferentes géneros musicales y hacer que encajaran. 
El término "garage" ha cambiado de significado a través del tiempo. Un ejemplo es la acepción UK garage, referida a otro estilo de música. 

## Aristas que tocaron en el Paradise Garage
| - 2 Puerto Ricans, a Blackman, and a Dominican - Colonel Abrams - Patti Austin - Claudja Barry - Carl Bean - Pattie Brooks - Jocelyn Brown - Miquel Brown - Peter Brown - Chaka Khan - Cheyne - Natalie Cole - Tim Curry - Divine - D. Train - Eruption - First Choice - Samantha Fox - France Joli - Freeez - Taana Gardner - Siedah Garrett - Gary's Gang - Gloria Gaynor - Georgio | - Gwen Guthrie - Curtis Hairston - Hanson and Davis - Dan Hartman - Jennifer Holliday - Loleatta Holloway - Whitney Houston - Phyllis Hyman - Imagination - Grace Jones - The Jones Girls - Kid Creole & the Coconuts - Fern Kinney - Konk - Patti LaBelle - Amanda Lear - Lime - Loose Ends - Madonna (quien también filmó su primer vídeo, "Everybody", aquí) - Meli'sa Morgan - Mr. Fingers - New Order - Nu Shooz - One Way | - Peech Boys - Bonnie Pointer - The Pointer Sisters - Quando Quango - Raw Silk - Sharon Redd - The Ritchie Family - Barbara Roy - Arthur Russell - Frankie Smith - Stacey Q - Sylvester - The System - Tata Vega - Evelyn Thomas - Tasha Thomas - Liz Torres - Unlimited Touch - Luther Vandross - Was (Not Was) - The Weather Girls - Wham! - Betty Wright - Yazoo - Karen Young |